# 6107 Osterbrock
6107 Osterbrock eller 1948 AF är en asteroid i huvudbältet som upptäcktes den 14 januari 1948 av den amerikanske astronomen Carl A. Wirtanen vid Lick Observatory. Den har fått sitt namn efter amerikanen Donald Edward Osterbrock.
Asteroiden har en diameter på ungefär 4 kilometer och den tillhör asteroidgruppen Hungaria.